# Kūzah Toprāqī
Kūzah Toprāqī (persiska: كوزَه تُرپاقی, كوزه تپراقی, Kūzah Torpāqī) är en ort i Iran.   Den ligger i provinsen Ardabil, i den nordvästra delen av landet, 400 km nordväst om huvudstaden Teheran. Kūzah Toprāqī ligger 1 392 meter över havet och antalet invånare är 153.
Terrängen runt Kūzah Toprāqī är platt åt nordost, men åt sydväst är den kuperad. Runt Kūzah Toprāqī är det ganska tätbefolkat, med 139 invånare per kvadratkilometer. Närmaste större samhälle är Ardabil, 15,7 km norr om Kūzah Toprāqī. Trakten runt Kūzah Toprāqī består i huvudsak av gräsmarker.